# Kadosactinidae
Kadosactinidae is een familie uit de orde van de zeeanemonen (Actiniaria).

## Geslacht
- Alvinactis Rodríguez, Castorani & Daly, 2008
- Cyananthea Doumenc & Van-Praët, 1988
- Jasonactis Rodríguez, Barbeitos, Daly, Gusmão & Häussermann, 2012
- Kadosactis Danielssen, 1890
- Maractis Fautin & Barber, 1999
- Marianactis Fautin & Hessler, 1989
- Pacmanactis López-González, Rodríguez & Segonzac, 2005
- Paranthosactis López-González, Rodríguez, Gili & Segonzac, 2003
- Seepactis Sanamyan & Sanamyan, 2007